# Гута-Нова (Мазовецьке воєводство)
Гута-Нова (пол. Huta Nowa) — село в Польщі, у гміні Гостинін Ґостинінського повіту Мазовецького воєводства.
Населення — 189 осіб (2011).
У 1975-1998 роках село належало до Плоцького воєводства.

## Демографія
Демографічна структура станом на 31 березня 2011 року:
|          | Загалом | Допрацездатний вік | Працездатний вік | Постпрацездатний вік |
| -------- | ------- | ------------------ | ---------------- | -------------------- |
| Чоловіки | 100     | 26                 | 67               | 7                    |
| Жінки    | 89      | 21                 | 51               | 17                   |
| Разом    | 189     | 47                 | 118              | 24                   |